# Заталовский
Заталовский — хутор в Кумылженском районе Волгоградской области России. Входит в состав Букановского сельского поселения. Население 59 чел. (2010).

## География
Расположен в западной части региона, в лесостепи, в пределах Хопёрско-Бузулукской равнины, являющейся южным окончанием Окско-Донской низменности, на правобережье реки Хопёр. Примыкает к северной окраине х. Заольховский.
Уличная сеть сеть не развита.
Абсолютная высота 58 метров над уровнем моря.

## Население
| 2010 |
| ---- |
| 59   |

Гендерный состав
По данным Всероссийской переписи населения 2010 года в гендерной структуре населения из 59 человек мужчин — 27, женщин — 32 (45,8 и 54,2 % соответственно).
Национальный состав
Согласно результатам переписи 2002 года, в национальной структуре населения
русские составляли 99 % из общей численности населения в 98 чел..

## Инфраструктура
Личное подсобное хозяйство. В 2011 году проведена газификация

## Транспорт
Просёлочные дороги.